# Поль де Ман
Поль Адольф Мішель де Ман (нар. 6 грудня 1919, Антверпен — пом. 21 грудня 1983, Нью-Гейвен) — бельгійський теоретик літератури, критик і філософ.

## Біографія
Народився у Фландрії. 1952 року емігрував до Сполучених Штатів, де навчався в Гарвардському університеті та здобув ступінь доктора, захистивши дисертацію про Стефана Малларме та Вільяма Батлера Єйтса. З 1960 по 1966 рік він викладав у Корнельському університеті; з 1967 по 1970 рік — у Цюріхському університеті та в Університеті Джона Гопкінса в Балтиморі. У 1970 році Поля де Мана запросили до Єльського університету, де він обійняв посаду професора порівняльних досліджень і пропрацював у цьому закладі до самої смерті. У 1973 році він став членом Американської академії мистецтв і наук.

## Теорія
Де Ман є провідним представником так званої єльської критики.
У центрі його інтересів були властиві літературним текстам протиріччя, які базуються на тому факті, що вони водночас риторичні та логічні за своєю природою. Текст щось говорить, хоче передати знання, дати просвітлення тощо — це його логічний аспект. Однак для того, щоб досягти цього, він повинен використовувати засоби, які мають певну силу переконання, тобто перш за все риторичні фігури. Часто повторювана теза де Мана полягає в тому, що цей подвійний характер неминуче веде до самознищення тексту, оскільки його риторичний зміст перешкоджає його логічному змісту. Більшість його інтерпретацій — особливо романтичної літератури — приходять до висновку, що мовні засоби, які використовує текст, говорять якраз протилежне тому, що текст логічно прагне передати — це діалектика сліпоти й прозріння («Blindness and Insight», Нью-Йорк, 1971 р.). Оскільки мова може складати логічні об'єкти лише з риторичних функцій, вона завжди також прикриває об'єкт, який хоче показати.
Виняток стосується лише художніх текстів. Оскільки такі тексти з самого початку усвідомлюють риторичність т засобів, за допомогою яких вони працюють, вони мають перевагу з точки зору опору мови логічній істині. Темою літератури є «сліпота», тому вона може свідомо підривати її. Літературні тексти мають здатність демонструвати самі по собі, як мова може затьмарювати бачення реальності. Демонструючи, що текст не можна піддати однозначному читанню, він сам стає «алегорією читання». Оскільки спроба інтерпретації текстів сама по собі є лише риторичною функцією текстів, спроба прикріпити риторичну фігуру до чіткого значення провокує щонайбільше неправильне читання. Виходом тут може бути лише деконструктивне прочитання, яке визнає алегоричний характер текстів. Приклади включають аналіз текстів Фрідріха Ніцше, Райнера Марії Рільке, Іммануїла Канта, Георга Вільгельма Фрідріха Гегеля, Фрідріха Шиллера, Жан-Жака Руссо, Марселя Пруста, Бодлера, Персі Біші Шеллі, Вільяма Вордсворта, Вальтера Бенджаміна, Т. С. Еліота та Генріха фон Кляйста.
Спосіб мовної критики Де Мана концептуально близький до деконструкції Дерріди, який був його другом, і до постструктуралізму, але протистоїть постмодернізму, оскільки його теорія заперечує історичність текстів. Методологічно його підхід можна розуміти як радикалізацію структуралістських підходів.

## Критика
Після того, як у 1987 році було розкрито участь де Мана в бельгійських колабораціоністських газетах Le Soir і Het Vlaamsche Land, з'явилися гостро критичні публікації, в яких критикували як саму особу де Мана, так і його доробок. Співпраця де Мана з лояльними до нацистів журналами починається після його невдалої спроби втекти від націонал-соціалістів до Іспанії наприкінці 1940 року і триває до кінця 1941 року. Антисемітська упередженість його статей цього часу очевидна, особливо в статті, датованій 4 березня 1941 року, Les Juifs dans la littérature actuelle («Євреї в сучасній літературі»). За де Маном, незважаючи на всі зусилля, євреям не вдалося зіпсувати європейську літературу; вона залишається «здоровою». Підсумок статті полягає в тому, що з літературної точки зору немає жодних заперечень проти «ізольованої єврейської колонії» за межами Європи. Виявлення цих статей через чотири роки після смерті де Мана в поєднанні з попереднім закиами, що його теорія надає перевагу політичній бездіяльності, призвело до девальвації його роботи в академічному дискурсі. Відтоді з'явилися публікації про де Мана, в яких іде мова про те, що інші статті того часу мають доволі прогресивних характер, наприклад, коли де Ман пише про захисника Дрейфуса Шарля Пегі та французьких сюрреалістів, яких зневажали нацисти.

## Праці
- Les Dessins de Paul Valéry, 1948.
- Blindness and Insight: Essays in the Rhetoric of Contemporary Criticism. 1971.
- Allegories of Reading: Figural Language in Rousseau, Nietzsche, Rilke, and Proust (ISBN 0-300-02845-8), 1979.
- Blindness and Insight: Essays in the Rhetoric of Contemporary Criticism. 2nd ed. (ISBN 0-8166-1135-1), 1983.
- The Rhetoric of Romanticism (ISBN 0-231-05527-7), 1984.
- The Resistance to Theory (ISBN 0-8166-1294-3), 1986.
- Wartime Journalism, 1934–1943 Werner Hamacher, Neil Hertz, Thomas Keenan, editors (ISBN 0-8032-1684-X), 1988.
- Critical Writings: 1953–1978 Lindsay Waters, editor (ISBN 0-8166-1695-7), 1989.
- Romanticism and Contemporary Criticism: The Gauss Seminar and Other Papers E. S. Burt, Kevin Newmark, and Andrzej Warminski, editors (ISBN 0-8166-1695-7), 1993.
- Aesthetic Ideology. Herausgegeben und mit einer Einführung versehen von Andrzej Warminski. Minneapolis (Minnesota) 1992.
- The Post-Romantic Predicament (ISBN 978-0-7486-4105-5), 2012
- The Paul de Man Notebooks (ISBN 978-0-7486-4104-8), 2014